# Strzybnik

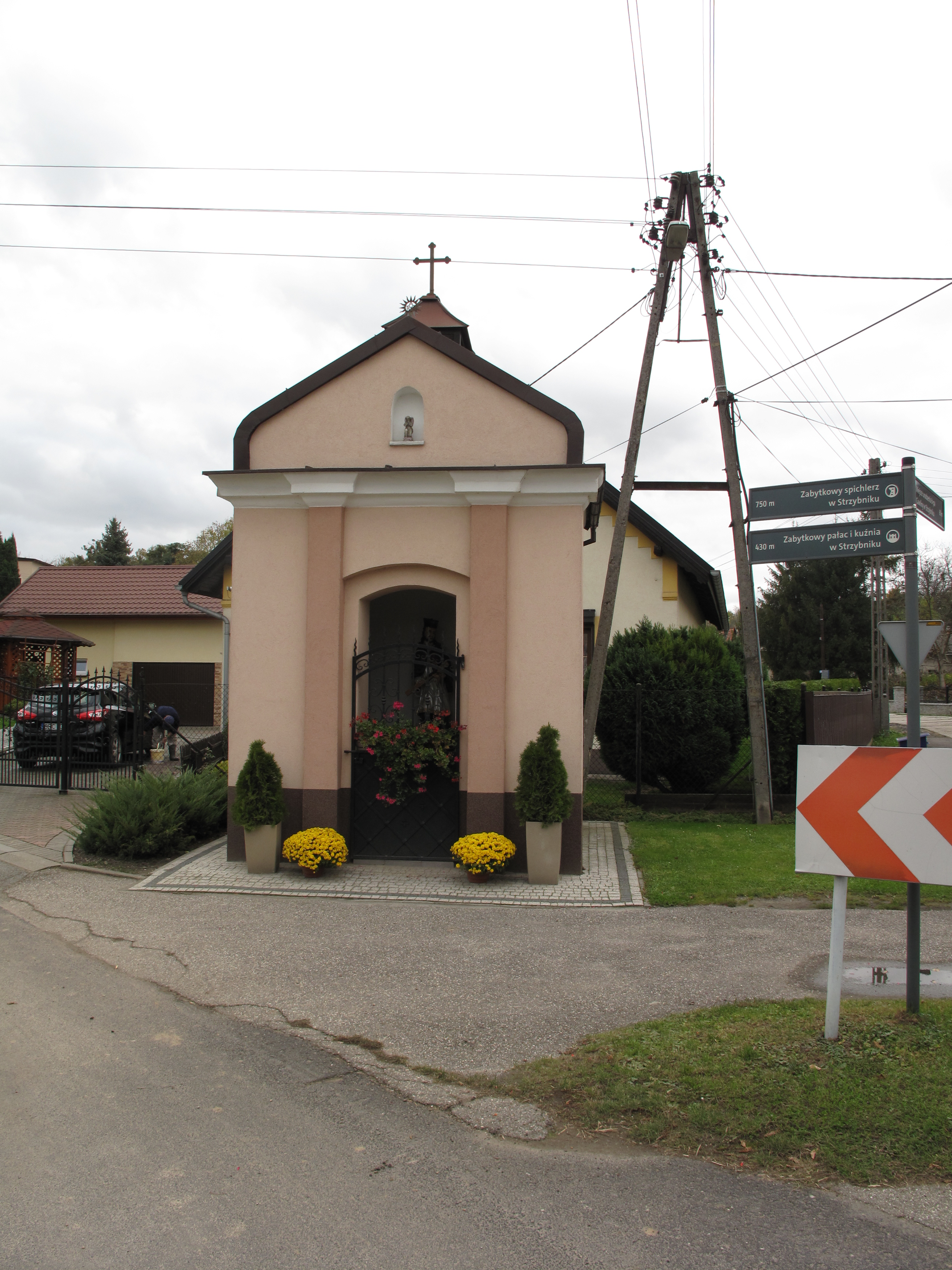
Wegekapelle

Strzybnik (deutsch Silberkopf) ist ein Ort in der Landgemeinde Rudnik im Powiat Raciborski der Woiwodschaft Schlesien in Polen.

## Geografie
Strzybnik liegt zwei Kilometer nordwestlich von Rudnik, acht Kilometer nordwestlich von Racibórz (Ratibor) und 61 Kilometer westlich von Katowice (Kattowitz).

## Geschichte
Der Ort entstand spätestens im 13. Jahrhundert. Erstmals urkundlich erwähnt wurde „Strebrincop“ im Liber fundationis episcopatus Vratislaviensis (Zehntregister des Bistums Breslau) aus den Jahren 1295–1305.
Silberkopf wurde 1784 in den Beyträge(n) zur Beschreibung von Schlesien erwähnt, gehörte einem Herrn von Drechsler und lag im Fürstentum Ratibor. Damals wurden verzeichnet: 143 Einwohner, ein Vorwerk, eine Windmühle, zwei Bauern, 22 Gärtner und neun Häusler. 1865 bestand Silberkopf aus einem Rittergut und einer Landgemeinde. Das Rittergut mit einer Branntweinbrennerei gehörte seit 1819 den Herren von Eickstedt, um 1865 war es im Besitz des Leutnants Friedrich von Eickstedt. Der Ort hatte zu diesem Zeitpunkt 40 Gärtner und 20 Häusler. Die Schule befand sich in Rudnik.
Bei der Volksabstimmung in Oberschlesien am 20. März 1921 stimmten vor Ort 101 Wahlberechtigte für einen Verbleib Oberschlesiens bei Deutschland und 100 für eine Zugehörigkeit zu Polen. Auf Gut Silberkopf stimmten 118 für Deutschland und 19 für Polen. Silberkopf verblieb nach der Teilung Oberschlesiens beim Deutschen Reich. Bis 1945 befand sich der Ort im Landkreis Ratibor.
Als Folge des Zweiten Weltkriegs fiel Silberkopf 1945 mit dem größten Teil Schlesiens an Polen. Nachfolgend wurde es in Strzybnik umbenannt und der Woiwodschaft Schlesien angeschlossen. 1950 wurde es der Woiwodschaft Opole eingegliedert und gehörte von 1975 bis 1998 zur Woiwodschaft Katowice (Kattowitz). Seit 1999 gehört es zum wiedergegründeten Powiat Raciborski.

## Sehenswürdigkeiten
- Schloss mit Schlosspark

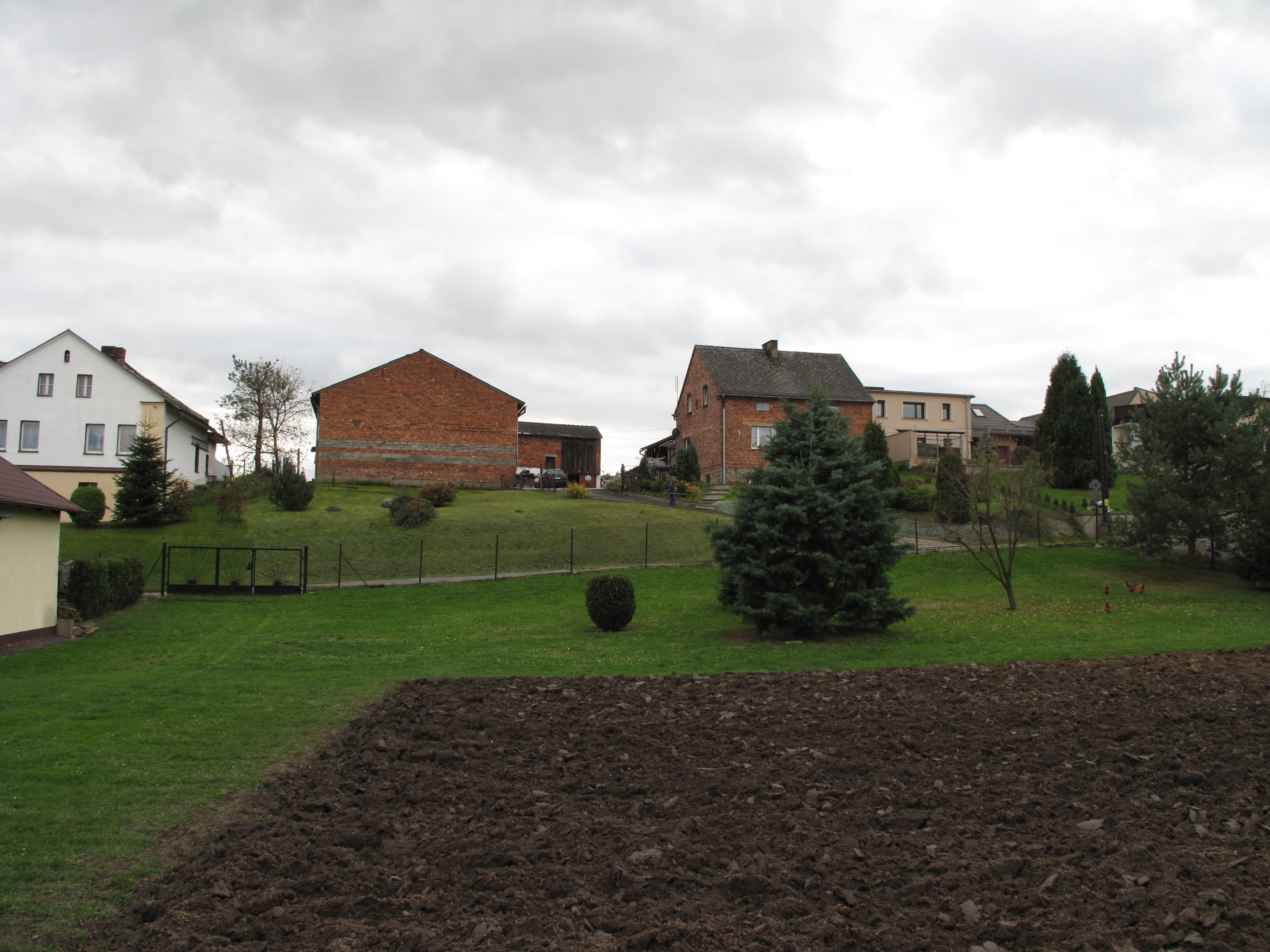
Ortsbild

- Wegekapelle mit verputzter Fassade und einer Figur des böhmischen Landesheiligen Johannes von Nepomuk aus dem Jahr 1736 im Inneren.
- Hölzerner Getreidespeicher von 1815, teilweise eingemauert.
- Kleiner Uhrturm
- Historische Schmiede
- Buche mit einem bedeutenden Umfang.